# جوليا بار
جوليا بار (بالإنجليزية: Julia Barr)‏ هي ممثلة أمريكية، ولدت في 8 فبراير 1949 في فورت واين في الولايات المتحدة.

## وصلات خارجية
- جوليا بار على موقع IMDb (الإنجليزية)
- جوليا بار على موقع ألو سيني (الفرنسية)
- جوليا بار على موقع أول موفي (الإنجليزية)
- جوليا بار على موقع قاعدة بيانات الأفلام السويدية (السويدية)
- جوليا بار على موقع إن إن دي بي (الإنجليزية)
- جوليا بار على موقع قاعدة بيانات الفيلم (الإنجليزية)
- جوليا بار على موقع كينوبويسك (الروسية)